# استفان کرامر
استفان کرامر (انگلیسی: Stefan Krämer؛ زادهٔ ۲۳ مارس ۱۹۶۷) یک بازیکن فوتبال اهل آلمان است.